# Эквидистанта
Эквидистанта (лат. aequidistans — равноудалённый) для данной плоской кривой L — это множество концов равных отрезков, отложенных в определённом направлении на нормалях к L. В геометрии Лобачевского эквидистантой или гиперциклом, называется геометрическое место точек, удалённых от данной прямой на данное расстояние (в Евклидовой геометрии эквидистанта прямой есть прямая).
В теории САПР эквидистантой принято называть линию, равноотстоящую от обрабатываемого контура детали на расстояние, равное радиусу режущего инструмента. В металлообработке, например, эквидистанта может описывать траекторию движения центра фрезы относительно контура обрабатываемой поверхности, а в системах автоматического раскроя ткани — припуск на шов.